# Basilica di Notre-Dame-des-Miracles
La basilica di Notre-Dame-des-Miracles (in francese Basilique Notre-Dame-des-Miracles) è un edificio francese di culto cattolico che si trova a Mauriac, nel dipartimento di Cantal.
Dal 1840 è classificata monumento storico.
Il 20 ottobre 1921 fu elevata da Benedetto XV al rango di basilica minore.